# 尤努斯·埃姆雷·巴沙尔
尤努斯·埃姆雷·巴沙尔（土耳其語：Yunus Emre Başar，1995年11月5日—），土耳其男子摔跤运动员。他曾代表土耳其参加2022年世界摔跤锦标赛，获得男子古典式77公斤级铜牌。他也曾参加2019年欧洲运动会。